# سس صدف

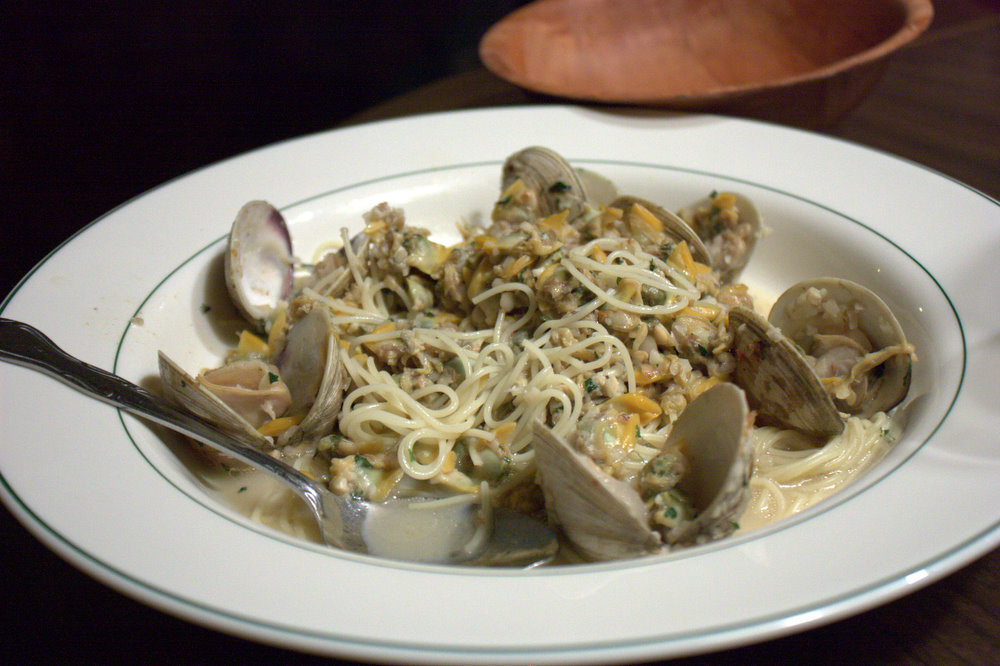
صدف و رشته فرنگی در سس صدف

سس صدف (به ایتالیایی "alle vongole") رویه ای برای پاستا است که معمولاً لینگوئینی است. دو نوع پرطرفدار سفید هستند که معمولاً شامل صدف‌های چرخ شده، روغن زیتون، سیر، آب لیمو یا شراب سفید، و جعفری، یا قرمز، معمولاً یک سس گوجه فرنگی نازک با صدف‌های چرخ شده‌است. انواع دیگر شامل ترکیب صدف کامل، تکه‌های فلفل تند و سایر مواد است. در تهیه سس صدف ممکن است از آب صدف استفاده شود.